# FC Kärnten
Ne pas confondre avec le SK Austria Klagenfurt fondé en 2007.
Maillots
Le FC Kärnten est un ancien club autrichien basé à Klagenfurt fondé en 1920 et dissous en 2009.

## Historique
- 1920 : fondation du club sous le nom de Kaufmännischer SK Klagenfurt
- 1939 : le club est renommé SG Austria Klagenfurt
- 1945 : le club est renommé SK Austria Klagenfurt
- 1997 : fusion avec le Villacher SV en FC Kärnten Austria-VSV
- 1999 : le club est renommé FC Kärnten
- 2001 : 1re participation à une Coupe d'Europe (C3, saison 2001/02)
- 2009 : le club est dissous

## Palmarès
- Coupe d'Autriche
  - Vainqueur : 2001
  - Finaliste : 2003
- Supercoupe d'Autriche
  - Vainqueur : 2001
  - Finaliste : 2003

## Anciens joueurs
- Hans Buzek
- Franz Hasil

## Galerie

Logo Hatuelle
Ancien Logo